# Emiliana Concha de Ossa

Emiliana Concha de Ossa por Giovanni Boldini (1901).

Emiliana Amelia Concha Subercaseaux (Valparaíso, 21 de febrero de 1862-Lausana, 15 de octubre de 1905) fue una aristócrata, modelo y musa chilena que gozó de renombre a fines del siglo XIX.

## Biografía
Emiliana Concha nació en el seno de una familia rica y prominente. Hija del comerciante vitivinícola Melchor de Concha y Toro y su esposa Emiliana Subercaseaux Vicuña, siendo sobrina del diplomático Ramón Subercaseaux. 
Emiliana se crio en París, donde recibió una amplia formación, pues demostraba gran interés por el arte y aprender varios idiomas. 
Contrajo matrimonio el 6 de junio de 1889 con Luis Gregorio Ossa Browne.
Sus primeras lecciones de dibujo las recibió del conocido pintor Giovanni Boldini, de quien se convirtió en su modelo preferida y musa. Boldini realizó más de seis pinturas y decenas de bocetos sobre ella.
Emiliana Concha de Ossa murió de una infección pulmonar en un sanatorio suizo en 1905.

## Galería

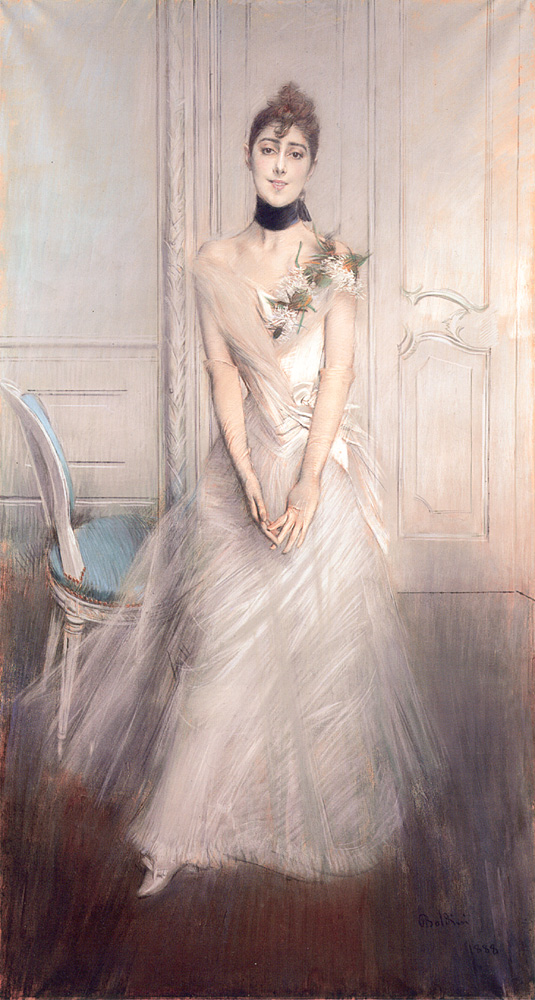
Emiliana Concha de Ossa por Giovanni Boldini, 1888.
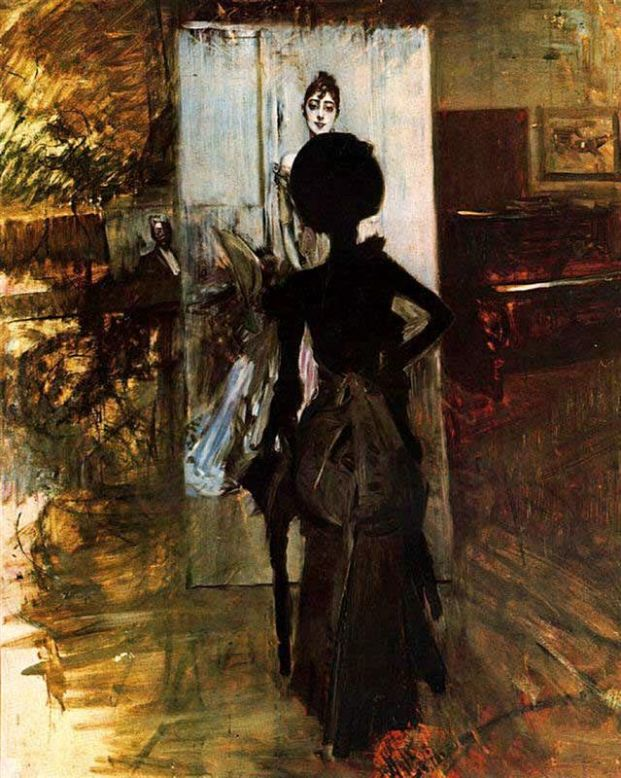
Dama de negro mirando el pastel de Emiliana Concha de Ossa, Giovanni Boldini, 1888.
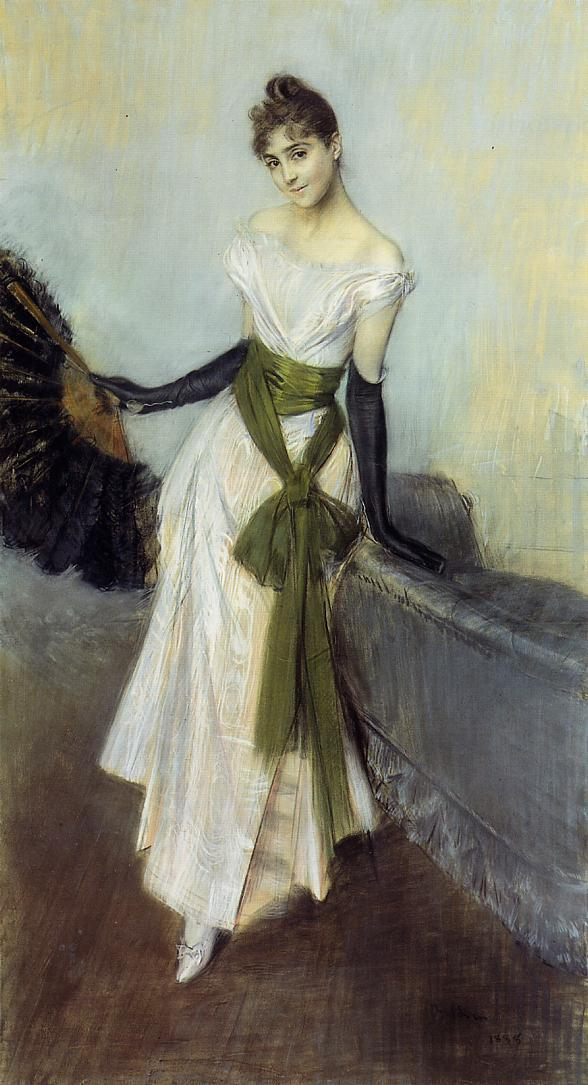
Señorita Concha de Ossa (una hermana de Emiliana, Sofía o Elena), Giovanni Boldini, 1888.